# Hačatur Abovjan
Hačatur Abovjan, armenski pisatelj, pedagog in etnolog, * 1805, † 1848.
Je začetnik sodobne armenske nacionalne književnosti in knjižnega jezika. Najbolj je znan po zgodovinskem romanu Rane Armenije (Verk Hajastani), ki ga je napisal v letih 1841–1843, objavljen pa je bil posmrtno leta 1858. V njem prikazuje boj za nacionalni obstanek. Bil je tudi prevajalec, pisec učbenikov in zbiralec folklornega gradiva.